# Pseudolimnophila brunneinota
Pseudolimnophila brunneinota är en tvåvingeart som beskrevs av Alexander 1933. Pseudolimnophila brunneinota ingår i släktet Pseudolimnophila och familjen småharkrankar. Inga underarter finns listade i Catalogue of Life.